# گرتنا گرین (فیلم ۱۹۱۵)
«گرتنا گرین» (انگلیسی: Gretna Green) فیلمی در ژانر کمدی رمانتیک و رمانتیک است که در سال ۱۹۱۵ منتشر شد. از بازیگران آن می‌توان به مارگریت کلارک اشاره کرد.